# 반짝반짝 작은 별 (2016년 드라마)
《반짝반짝 작은 별》은 2016년 1월 27일에 KBS1에서 방영된 특집드라마이다.

## 줄거리
유력 정치인의 숨겨놓은 아이를 찾기 위해 이태원 초등학교에 잠입한 전직 기자 윤수가, 다문화 아이들과 일반 아이들 간의 갈등과 화해를 통해 얻게 되는 진정한 삶의 의미를 밝고 경쾌한 코믹 터치로 그린 드라마.